# Orr (Minnesota)
Pour les articles homonymes, voir Orr.
Orr est une ville américaine située dans le Comté de Saint Louis, dans le Minnesota. Selon le recensement de 2010, sa population est de 267 habitants.